# موجة حاملة

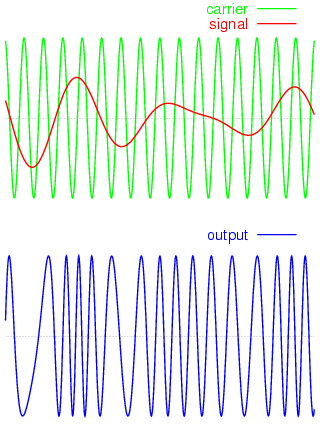

الموجة الحاملة أو الناقلة (بالإنجليزية: Carrier wave)‏ هي إشارة غالبا ما تكون ذات شكل جيبي، تستعمل كوسيط لنقل إشارة أخرى، و عادة ما تكون إشارة مدخل أو إدخال، و تحتوي على معلومات، وذلك باستخدام تقنيات التضمين. و في اغلب الأحيان يكون تردد الإشارة الحاملة أكبر من إشارة الإدخال.